# (13609) Lewicki
Pour les articles homonymes, voir Lewicki.
(13609) Lewicki est un astéroïde de la ceinture principale.

## Description
(13609) Lewicki est un astéroïde de la ceinture principale. Il fut découvert le 10 octobre 1994 à Kitt Peak par le projet Spacewatch. Il présente une orbite caractérisée par un demi-grand axe de 2,47 UA, une excentricité de 0,07 et une inclinaison de 2,2° par rapport à l'écliptique.

## Compléments